# Hosøyna
Hosøyna est une île dans le landskap Sunnhordland du comté de Vestland. Elle appartient administrativement à Masfjorden.

## Géographie
Rocheuse et pratiquement désertique, elle s'étend sur environ 1,431 km de longueur pour une largeur approximative maximale de 723 m. 